# Eustroma chlorovenosata
Eustroma chlorovenosata är en fjärilsart som beskrevs av Hugo Theodor Christoph 1880. Eustroma chlorovenosata ingår i släktet Eustroma och familjen mätare. Inga underarter finns listade i Catalogue of Life.